# Hôtel Belot
L'hôtel Belot, parfois appelé par son nom complet d'hôtel Belot de la Bussière, est un hôtel particulier français classé monument historique. Il se situe dans le centre-ville de Blois, en Loir-et-Cher.

## Localisation
L'hôtel Belot se situe au no 10 de la rue des Papegaults, une rue étroite proche de la cathédrale Saint-Louis et perchée sur le coteau de la rive droite de la Loire, dans le quartier historique du Puits-Châtel.

## Historique
L'hôtel a été construit dans le dernier quart du XVe siècle, ce qui coincide avec l'arrivée en 1498 du roi Louis XII et des membres de la cour à Blois.

Armoiries de la famille Belot.

Dans la seconde moitié du XVIe siècle, l'hôtel est acquis par un dénommé Belot de la Bussière, alors échevin de la cité de Blois sous Henri III, célèbre pour une rénovation de l'hôtel de ville.

## Patrimonialité

### Protection et label
L'édifice est le premier hôtel particulier de Blois à être classé comme monument historique, par la liste de 1889,.

### Statut juridique
L'édifice est une propriété privée.